# اسقف‌نشین دورام
اسقف‌نشین دورام (انگلیسی: Diocese of Durham) بخشی تشکیل دهنده از استان یورک کلیسای انگلستان در کشور انگلستان است. این اسقف‌نشین که در سال ۶۳۴ میلادی تاسیس و در سال ۹۹۵ میلادی به نام فعلی تغییر نام داده شده است شامل ۲۹۲ کلیسا می‌باشد و مرکز آن کلیسای جامع دورام است.